# Metagonia punctata
Metagonia punctata is een spinnensoort uit de familie trilspinnen (Pholcidae). De soort komt voor in Mexico. 